# Kanton Saint-Louis-1
Kanton Saint-Louis-1 (francouzsky Canton de Saint-Louis-1) je francouzský kanton v departementu Réunion v regionu Réunion. Tvoří ho pouze část města Saint-Louis.